# فهد الشارخ
فهد الشارخ هو رجل أعمال كويتي ومدير تنفيذي في مجال التكنولوجيا وهو الشريك العام في صندوق جيدي، وهو صندوق رأس مال جريء يركّز على وادي السيليكون في الولايات المتحدة ويستثمر في المراحل المبكرة، وقد تم إطلاقه في يوليو 2021.
شغل عضوية العديد من المجالس بما في ذلك إيه تي جي وسافتيك وأول نت. يشغل حاليًا منصب مدير مجلس الإدارة في سي أو دي إي دي، أول أكاديمية برمجة في دول مجلس التعاون الخليجي.
حصل على العديد من الجوائز، بما في ذلك جوائز الأعمال العائلية لعام 2021 من مجلس الأعمال العائلية. كما شغل الشارخ منصب مدير تطوير الأعمال في العالمية جروب، وهي شركة متخصصة في تكنولوجيا المعلومات في الكويت، وهو مؤسس ورئيس تنفيذي لشركة Ajeeb.com.

## النشأة والتعليم
وُلِد الشارخ في الكويت، وهو الابن الأكبر لرجل الأعمال الكويتي محمد الشارخ. التحق بجامعة نورث إيسترن في بوسطن، ماساتشوستس. وكجزء من برنامجه الأكاديمي، تدرب في مجال الخدمات المصرفية الاستثمارية لدى العديد من المؤسسات، بما في ذلك شركة براون براذرز هاريمان وشركاه التابعة لوول ستريت. كما أكمل البرنامج التنفيذي في استراتيجية الشركات في كلية سلون للإدارة التابعة لمعهد ماساتشوستس للتكنولوجيا، كامبريدج، ماساتشوستس. وأكمل تعليمه الثانوي في مدرسة نورثفيلد ماونت هيرمون في نورثفيلد، ماساتشوستس.

## السيرة
قبل ذلك، أسس شركة تيك إنفست عام 2015 لإتاحة الفرصة لمستثمري دول مجلس التعاون الخليجي للاستفادة من فرص الاستثمار الخاصة في قطاع التكنولوجيا. قدمت تيك إنفست الاستشارات وهيكلت العديد من الصفقات في مراحل مبكرة ومتأخرة من رأس المال الاستثماري، بإجمالي تمويل مخصص يتجاوز 700 مليون دولار. كما دعمت تيك إنفست وساعدت في إطلاق العديد من شركات إدارة رأس المال الاستثماري الناشئة، وتمتلك حصصًا في العديد من هذه الشركات.
لديه أكثر من 23 عامًا من الخبرة في العمليات وتطوير الأعمال العالمية في مجال التكنولوجيا. بصفته مديرًا تنفيذيًا وعضوًا في مجلس الإدارة، نفذ الشارخ استراتيجيات للشركات الناشئة والشراكات والعروض الخاصة والعامة للشركات القابضة. عمل في عام 2005 كرئيس تنفيذي لشركة صخر للبرمجيات، وهي شركة متخصصة في تقنيات اللغة والكلام العربية. تحت إشراف الشارخ، حصلت صخر على 3 براءات اختراع من مكتب براءات الاختراع والعلامات التجارية الأمريكي لتقنيات صخر الخاصة. عمل على تأسيس أول مزود خدمة إنترنت في السعودية أول نت في عام 2003 والتي استحوذت عليها شركة الاتصالات السعودية في عام 2006. أشرف على تحويل شركة أعمال تكنولوجيا المعلومات العائلية التي يبلغ عمرها 30 عامًا وإدراج إيه تي جي في البورصة في عام 2006.
يشغل الشارخ منصب نائب رئيس مجلس إدارة كامكو إنفست – المملكة العربية السعودية منذ عام 2019. كما يشغل منصب المدير العام لشركة شرق كابيتال منذ عام 2011، وهي شركة قابضة خاصة تعمل عبر منطقة الشرق الأوسط وشمال إفريقيا والولايات المتحدة. وكان سابقًا عضوًا في مجلس إدارة شركة المال للاستثمار ثم رئيسًا لها. وهي شركة كويتية عامة لإدارة الأصول تأسست عام 1980. عمل مستشارًا لهيئة تشجيع الاستثمار المباشر الكويتية
عمل الشارخ في المجلس الاستشاري لإيه آي إم ستارت أب، وهي مبادرة من وزارة الاقتصاد في دولة الإمارات العربية المتحدة لربط الشركات الناشئة الواعدة بالمستثمرين وشركاء الأعمال من أجزاء أخرى من العالم — في قلب اجتماع الاستثمار السنوي في دولة الإمارات العربية المتحدة، منصة الاستثمار الأجنبي المباشر الرائدة في العالم للأسواق الناشئة.

## الحياة الشخصية
الشارخ هو الابن الأكبر لرجل الأعمال الكويتي محمد الشارخ، الذي أسس شركة صخر للبرمجيات في عام 1982. انضم إلى شركة والده مباشرة بعد إكمال تعليمه العالي.

## النشر
- فهد الشارخ يناقش نظام رأس المال الاستثماري والشركات الناشئة في منطقة الشرق الأوسط وشمال أفريقيا 2020.[28]
- مقابلة ذا بزنس يير – 2020.[29]
- مقابلة ذا بزنس يير – 2019.[1]

## التكريمات
تحت قيادة الرئيس التنفيذي للشركة، حصلت شركة صخر للبرمجيات على الجوائز العالمية التالية:
- جوائز الشركات العائلية 2021 – مجلس الشركات العائلية الخليجية (2021)[4]
- جائزة المحتوى الإلكتروني – رفيق اللغة العربية للهواتف الذكية (2010)[30]
- بوابة عُمان – جوائز الويب العربية (2010)[30]